# Musée de l'Horlogerie de Saint-Nicolas-d'Aliermont
Pour les articles homonymes, voir Musée de l'horlogerie.
 (mai 2021).
Le musée de l'Horlogerie de Saint-Nicolas-d'Aliermont, situé en cente-ville, est un musée municipal dédié à l'épopée horlogère du début du XVIIIe siècle à l'aube du XXIe siècle. Le parcours de visite présente 400 objets retraçant le passé industriel de la ville.

## Introduction
Situé sur le plateau de l'Aliermont, à la frontière entre le pays de Bray et le Petit Caux, Saint-Nicolas-d'Aliermont abrite des savoir-faire minutieux depuis le XVIIIe siècle : l'horlogerie et la précision.
Des horloges Saint-Nicolas aux réveils Bayard, des chronomètres de marine aux pièces pour l'aéronautique, la ville a démontré depuis près de trois siècles et jusqu'à aujourd'hui, la richesse et spécificité des compétences des hommes et de son territoire.
Les entreprises du plateau de l'Aliermont ont su développer et épouser la modernité. La microtechnique et la mécanique sont encore au XXIe siècle, les deux spécialités industrielles de la ville.

## Les collections du musée
Depuis le XIIe siècle, le plateau de l'Aliermont, devenu propriété des archevêques de Rouen, est situé sur une route fréquentée allant de la côte à Rouen. On trouve le long de sa longue rue unique nombre de chaudronniers qui maîtrisent le travail du métal. En plus de cette situation intéressante et de ce savoir-faire installé sur la commune de Saint-Nicolas-d'Aliermont, le bourg se trouve entouré de forêts qui fournissent énergie et matière première à la fabrication des horloges.

## Les collections

### L'origine des collections
Dans les années 1970, des employés et dirigeants d’usines installées sur Saint-Nicolas-d'Aliermont s’aperçoivent d’un lent déclin de l’industrie horlogère sur le territoire. Derniers témoins d’un savoir-faire unique, ces passionnés se lancent à la recherche d’objets racontant le patrimoine de leur ville depuis l’arrivée de Charles-Antoine Croutte au Bout d’Aval en 1725. C’est ainsi que se forme l’Association d’horlogerie aliermontaise (AHA) en 1981. Les fondateurs de cette association, Paul Caron et René Le Courtois, donnèrent leur collection composée au fil des ans à la ville en 2006. C’est à cette occasion qu’est bâti le musée, prévu pour accueillir cet ensemble varié et exceptionnel. Il ouvre ses portes en avril 2007. Afin de rendre hommage à l’investissement de l’AHA dans la naissance du musée, un espace atelier lui est consacré au sein même du musée de Saint-Nicolas-d’Aliermont. Le jour du passage à l’heure d’été est aussi une célébration qui leur permet de réaliser des démonstrations pour les visiteurs. Ils manipulent alors différents objets du musée afin de les remettre à l’heure.

### Des garde-temps variés

#### Les Demoiselles de Saint-Nicolas
L’horloge Saint-Nicolas est une horloge de parquet qui tient son nom de la commune de Saint-Nicolas-d'Aliermont en Normandie. Amenée dans le bourg par l’horloger Charles-Antoine Croutte en 1725, cette horloge « à tête fleurie » se caractérise par un mécanisme plat, entièrement en laiton, muni d’un balancier court et d’un corps étroit surmonté d’une tête sculptée avec son cadran doté de belles aiguilles. Plus petit que celui d’une horloge comtoise, son mécanisme a une facture typiquement horlogère tandis que le mouvement comtois, à cage en fer, est d’une conception issue plutôt de la serrurerie. Des nouveautés techniques sont apportées aux horloges, notamment grâce à Christian Huygens et à sa conception de l’horloge à pendule en 1657, qui a fait basculer la société dans le monde moderne. Les ébénistes, eux aussi, ont apporté leur art à l’horloge Saint-Nicolas. On ne connaît le nom que de l’un d’entre eux, Spiridion Cartier, qui a laissé sa signature sur de nombreuses Saint-Nicolas. Le plus souvent, les caractéristiques esthétiques de l’horloge représentent une corbeille à fleurs au sommet de celle-ci, les fleurs et les végétaux sont également très présents sur le cadran et le corps généralement en chêne, orme ou sapin. D’autres motifs font leur apparition, classiques de l’art populaire normand tels que les colombes bec à bec, symboles d'amour et de mariage, le blé et la vigne, symboles de prospérité, ainsi que des motifs plus politiques tels que le bonnet phrygien et l’aigle impérial de Napoléon.

Horloges Saint-Nicolas
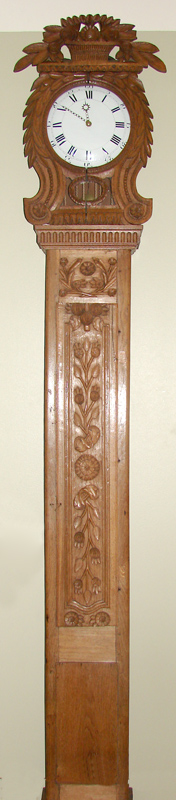
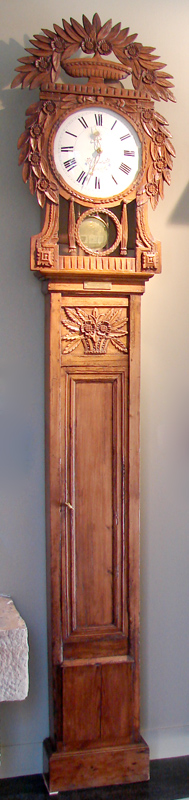
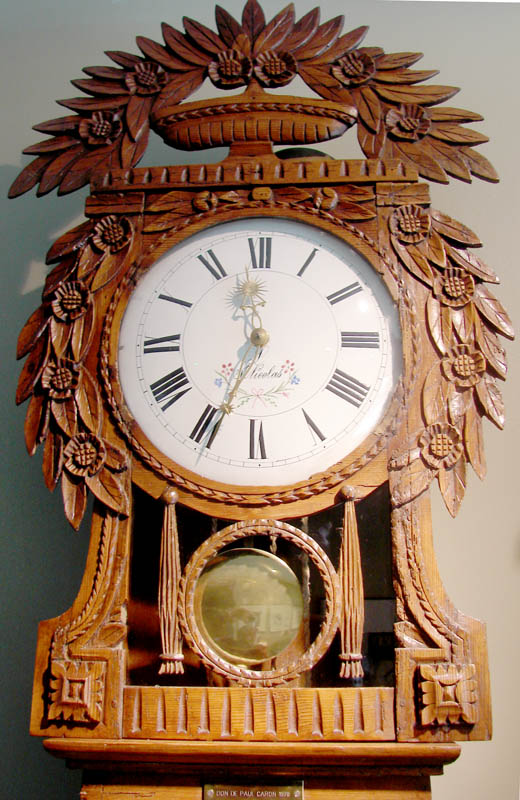
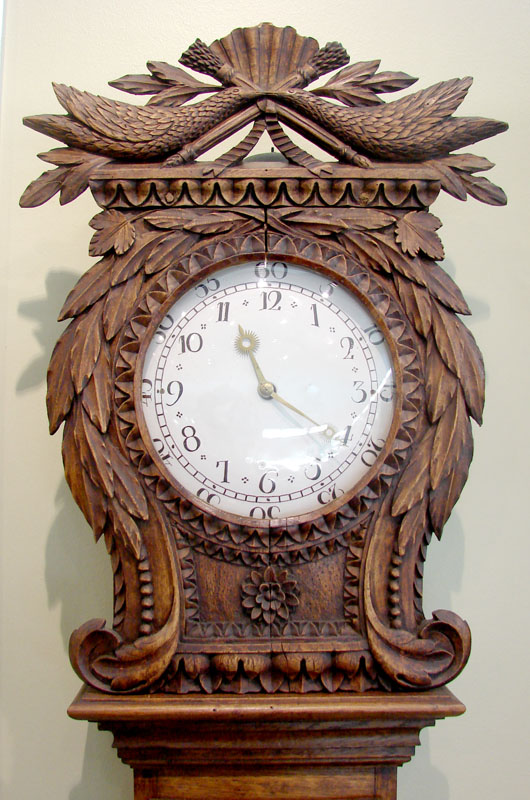
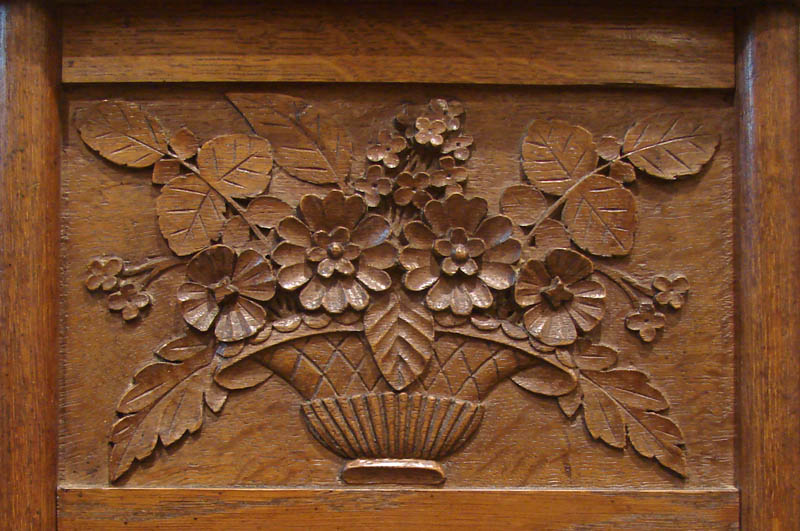

#### Les pendules de cheminée
Juste avant la Révolution française, en dépit de la crise économique, la bourgeoisie acquiert une place importante dans la société d'ordres. Certaines familles s'enrichissent et adoptent le mode de vie des nobles que ce soit dans leurs loisirs ou leur mode de vie. Vers 1750, les premières pendules à poser, dites aussi pendules de Paris ou pendules de cheminée, font leur apparition. En 1807, un horloger du nom d'Honoré Pons vient s'installer à Saint-Nicolas-d'Aliermont. Missionné par les instances de l'État, Honoré Pons confectionne des pendules et pendulettes munies d'un mouvement rond à balancier. La bourgeoisie et l'engouement pour la pendule de cheminée allaient de pair au XIXe siècle. Au cours de la Révolution industrielle, de nombreuses variétés de pendules ornaient les cheminées des plus aisés. Certaines de ces pendules constituaient pour la plupart, l'élément central de la pièce et faisaient figure de décoration, de chef-d'œuvre mais aussi de symbole de réussite sociale.

Pendules de cheminée
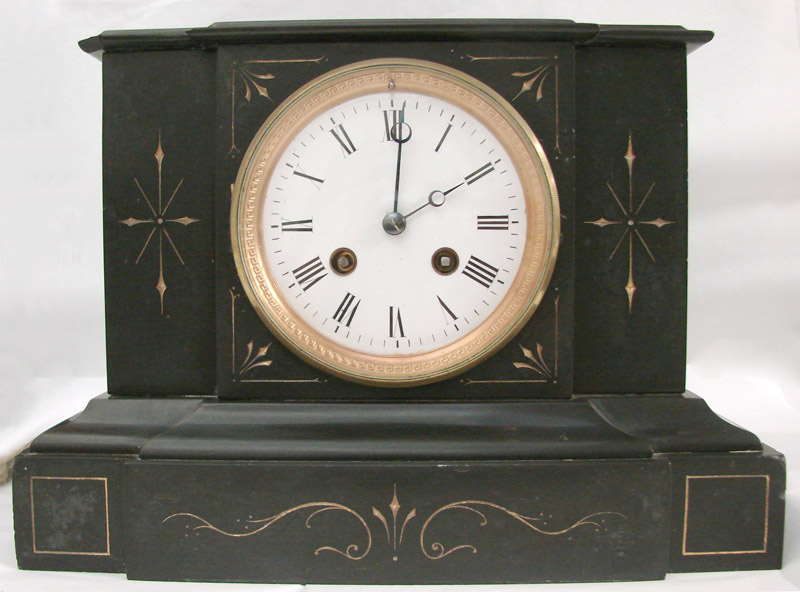
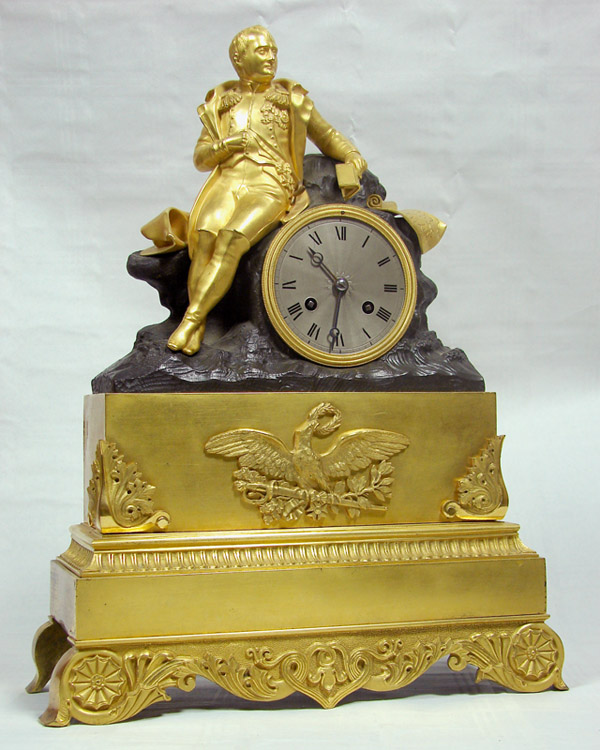
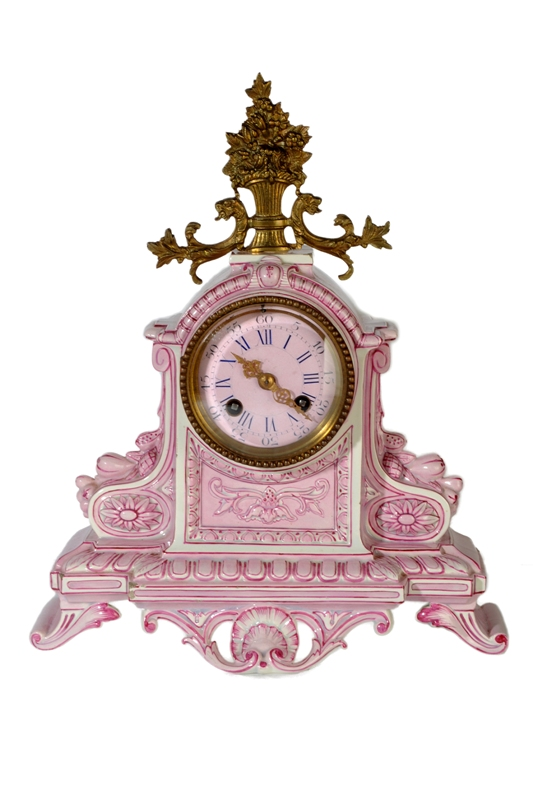
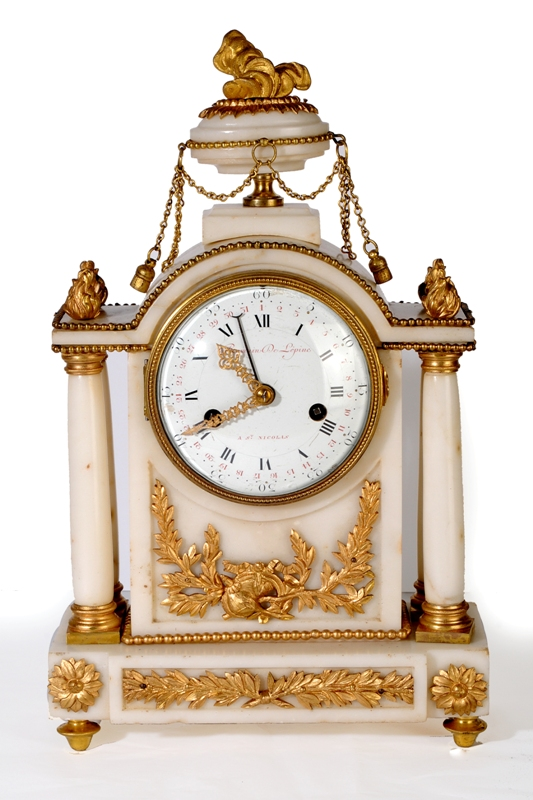
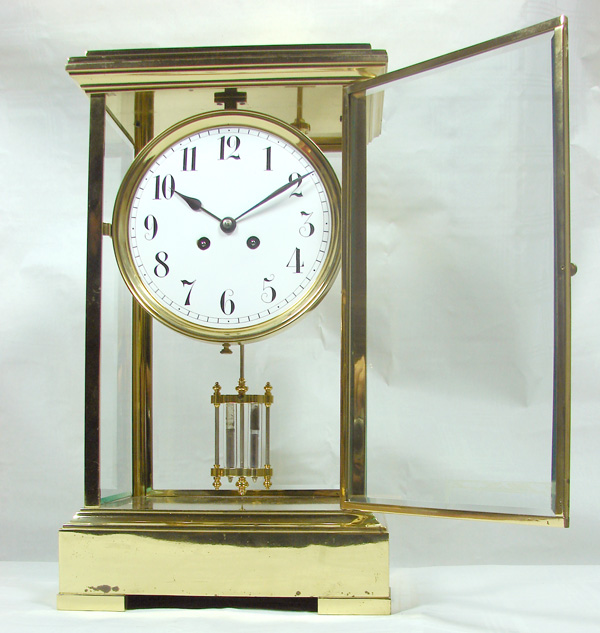

#### Les pendulettes de voyage

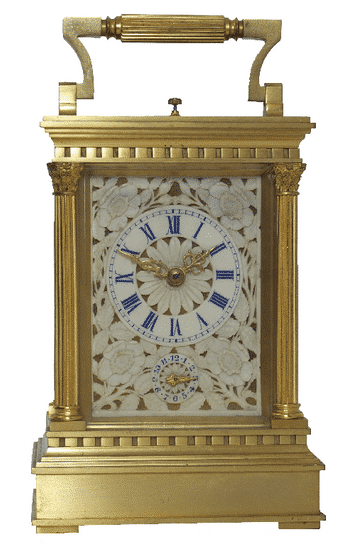
Armand Couaillet, Pendulette de voyage.

Petite horloge transportable, la pendulette de voyage est créée des mains d’Abraham-Louis Breguet (1747-1823), horloger de formation, qui conçoit la première pendulette de voyage au début du XIXe siècle, à Paris. Munie d’une poignée amovible sur le dessus, la pendulette de voyage possède un mécanisme fermement fixé dans une cage en laiton rectangulaire. Le plus souvent, le mécanisme est apparent grâce aux platines transparentes de la pendulette. À Saint-Nicolas d’Aliermont, l’entreprise Couaillet Frères, fondée en 1903, produit de la fin du XIXe siècle jusqu’aux années 1920 des milliers de pendulettes de voyages. De nombreuses variétés sont alors fabriquées. Une pièce dans les collections du musée est particulièrement exceptionnelle, réalisée manuellement par le nicolaisien Armand Couaillet. Composée de près de 500 pièces, cette pendulette de voyage est munie d’un cadran en ivoire et de plusieurs complications : une sonnerie au passage, une sonnerie aux quarts, une fonction d’heure à la demande ainsi qu’un réveil. Alliant élégance et sobriété, la pendulette de voyage a généralement un cadran blanc assez lisible ainsi qu’un décor à la fois chic et traditionnel.

#### Les réveils
La société Réveils Bayard est une marque d'horlogerie de gros volume (réveils, pendules) dont l'usine était à Saint-Nicolas-d'Aliermont. En 1867, Albert Villon fonde son premier atelier et se spécialise dans la pendule de voyage et la montre de marine. S’associant tout d’abord avec le beau-frère de son épouse, Ernest Dessiaux, en 1873, c’est finalement avec Paul Duverdrey et Joseph Bloquel que la dénomination des réveils Bayard fait son apparition, en février 1907. Bloquel conçoit dans les années 1920, le premier réveil Bijou, dont la particularité tient au fait que son axe de balancier pivote sur deux rubis synthétiques. Deux ans plus tard, de nouveaux modèles font leur apparition, il s’agit des « grands Réveils » tels que le Sonnfor et le Tapageur qui, comme leur nom l’indique, ont la particularité de sonner bruyamment. En 1930, la société Réveils Bayard décide de collaborer avec Walt Disney. La première mise en vente sera le réveil animé, Mickey Mouse. Le second sera Blanche-Neige, commercialisé en 1938. Dans les années 1950, Bayard décide de s’implanter à l’étranger, notamment au Maroc et dans les années 1960 en Espagne, sous la marque O’Bayardo. Après un premier dépôt de bilan de la société en janvier 1984 et la liquidation des biens en 1989, la marque finira par être la propriété de Laurent Spiero, gérant la société horlogère Claude Spiero.

Réveils Bayard
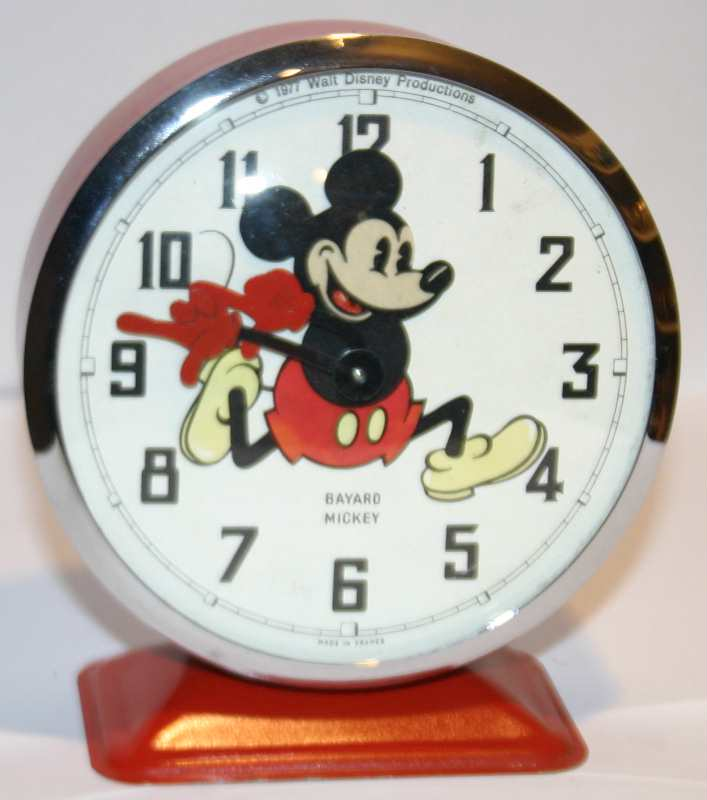
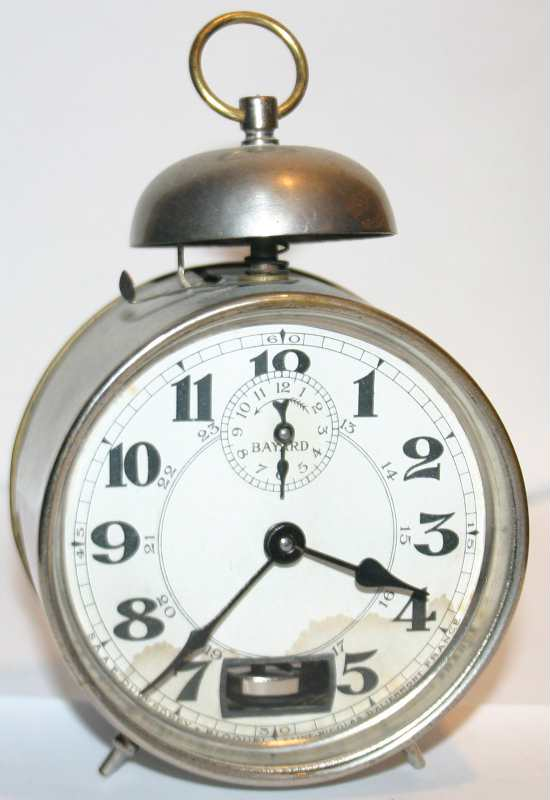
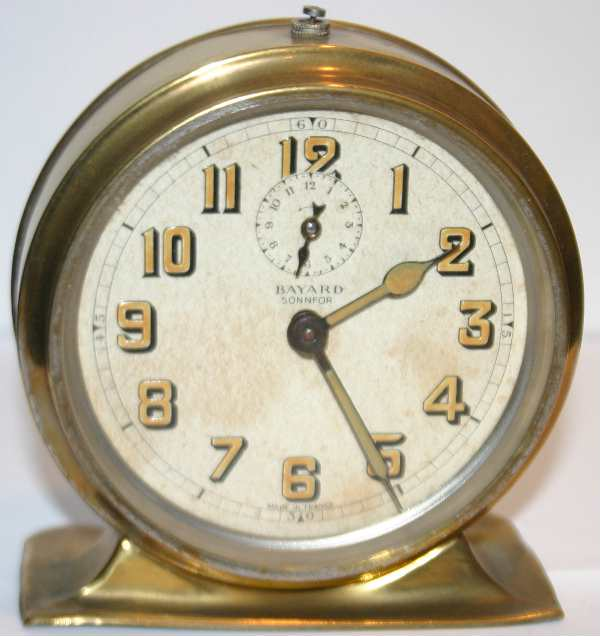

#### La chronométrie

##### L'art du temps exact
À Saint-Nicolas-d’Aliermont se sont succédé les horlogers et les chronométriers. Créateurs de régulateurs, les objets qu’ils fabriquent sont d’une précision sans faille et permettent de donner l’heure exacte à une époque où les satellites n’existent pas encore. Certains noms sont restés connus dans l’histoire de l’horlogerie, tels Delépine ou encore Guilbert.

##### Le chronomètre de marine

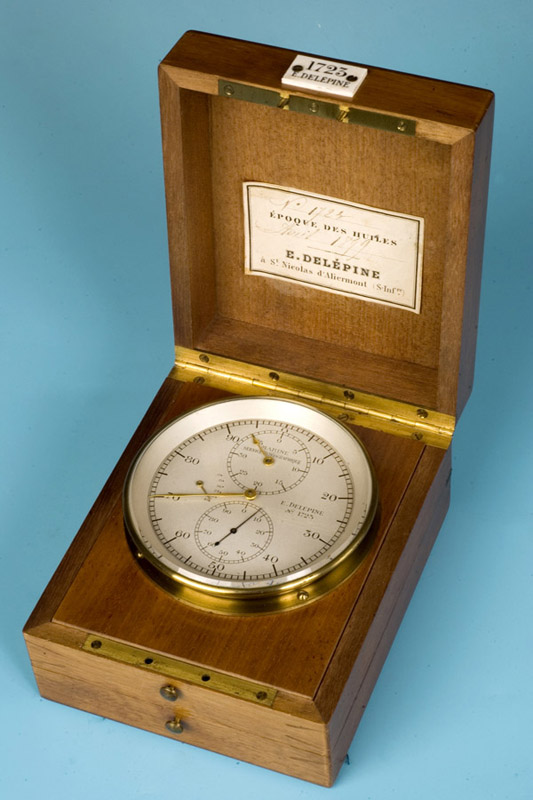
Tropomètre

Au XVIIIe siècle, la mise au point de chronomètre de marine ou horloge marine est un enjeu considérable. Sans elle, il est impossible pour les marins de faire le point exact en mer. L’horloge marine doit être à la fois précise et très régulière dans le milieu particulièrement changeant et mouvementé de la mer. Deux améliorations capitales sont apportées dès la fin du XVIIe siècle : le pendule mis au point par Christian Huygens et le ressort qui règle les oscillations du balancier des montres. Le mouvement est positionné dans un boîtier monté sur une suspension « à cadran ». Le but recherché est que le chronomètre soit toujours dans la position la plus horizontale possible, ceci afin d’éviter les différences de frottement pouvant modifier l’amplitude et donc le bon réglage du chronomètre.

##### Chronométrer les hommes
En 1907, Arthur Lambert, installé comme horloger-bijoutier à Valenciennes dans le Nord, fait breveter un enregistreur à carte cisaillée. En 1918, il vient s’installer à Saint-Nicolas-d’Aliermont afin d’y produire cette horloge que l’on appelle couramment une pointeuse. Présente à l’entrée de l'usine, la pointeuse va ensuite se démultiplier à chaque changement de poste, sous une forme plus petite. Cette multiplicité d’appareils chronométrant le travail des ouvriers permet de calculer leur salaire en fonction du temps passé à l’usine, mais aussi de calculer la rentabilité d’un objet grâce au calcul précis du temps nécessaire à sa fabrication.

### La mécanique de précision

#### L'entreprise Denis Frères
Dès 1874, l'entreprise Denis crée des pièces de petite mécanique. Transmise par Gustave Denis à ses fils en 1924, l'entreprise ne tarde pas à diversifier sa production. Le musée conserve certaines des pièces les plus fines de l'entreprise Denis Frères, des jouets mécaniques à la sortie de la Seconde Guerre mondiale à l'électroménager et l'automobile (freins Bendix, Simca, Panhard, freins Fermat pour la SNCF, etc.).

#### Lechevallier, Lemaignen et Mercier
En 1915, Jeanne Lechevallier ouvre dans les dépendances de sa maison un atelier où elle occupe cinq compagnons à divers petits travaux d'horlogerie. mais très vite, les travaux de précision se diversifient. En 1930, la société Lechevallier, Lemaignen et Mercier (LLM) s'intéresse à l'industrie du jouet et fabrique notamment des moteurs mécaniques pour phonographes. En 1935, les dirigeants de LLM rencontrent Paul Mauborgne, détenteur d'un brevet pour un moulinet de pêche au lancer à tambour fixe. Après la fabrication de dix prototypes, 100 puis 1 000 pièces sont commandées et la demande ne cesse d’augmenter. Au milieu des années 1960, alors que le petit-fils de Jeanne Lechevallier reprend l’entreprise, la fabrication traditionnelle d'horlogerie et de mécanique s’adapte aux besoins des clients et poursuit ses recherches dans le domaine de l'électricité et de l'électronique.

#### Les ateliers Vaucanson[Qui?]
En 1917, les ateliers de la maison Lamazière et Bünzli s'installent. De 1918 à 1955, on y fabrique des enregistreurs Flaman ou « mouchards de locomotive », ainsi que des machines à calculer, des pièces pour l'automobile et des appareils cinématographiques. Mais la société Ericsson ne tarde pas à acquérir une place majoritaire dans l'entreprise. En 1955, l'usine est agrandie et modernisée pour se lancer dans la fabrication d'appareils et de centraux téléphoniques. Ainsi, dans les années 1970, près de 1 200 employés et plusieurs millions d'appareils téléphoniques sont fabriqués chaque année dans l'entreprise.

## Les expositions temporaires
- 2007 : « Honoré Pons ».
- 2008 : « La chronométrie et le sport[8] ».
- 2009 : « L'heure en voyage[9] ».
- 2010 : « Coucou, des premiers mécanismes à la bande dessinée[10] ».
- 2011 : « Réveils animés, le XXe siècle à travers la vie quotidienne[11] ».
- 2012 : « Publicité Bayard ».
- 2012 : « Le Temps au travail, contrôle et gestion à travers l'exemple de l'usine Lambert Westerstrand[12] ».
- 2013 : « Armand Couaillet, horloger et inventeur de génie[13] ».
- 2015 : « Galilée, zoomer le soleil ».
- 2016 : « La mode au temps de l'impressionnisme : derrière la montre, le corset… ».
- 2017 : « La mécanique des souvenirs : fragments d'histoires du musée de l'Horlogerie ».